# Il mio amico marziano
Il mio amico marziano (My Favorite Martian) è una serie televisiva statunitense in 107 episodi trasmessi per la prima volta nel corso di tre stagioni dal 1963 al 1966.

## Trama
Un extraterrestre dalle sembianze umane precipita con la sua astronave vicino a Los Angeles. L'alieno è un antropologo proveniente da Marte e resta bloccato sulla Terra. Tim O'Hara, un giovane giornalista del The Los Angeles Sun, è sulla strada di casa di ritorno da una base militare (dove era andato a fare un servizio) quando vede l'astronave precipitare.
Tim prende il marziano in casa e lo fa passare come suo zio Martin. Zio Martin si rifiuta di rivelare agli altri la sua vera identità per evitare il panico e Tim si impegna a mantenere il segreto mentre lui tenta di riparare la sua nave. Zio Martin ha diversi poteri: può alzare dalla sua testa due antenne retrattili e diventare invisibile; è telepatico e può leggere e influenzare le menti; può far levitare gli oggetti con il movimento di un dito; può comunicare con gli animali e può velocizzare le sue azioni (o quelle degli altri).
Martin costruisce anche diversi dispositivi avanzati, come una macchina del tempo che può trasportare Tim ed egli stesso in altri tempi e luoghi, quali il Medioevo in Inghilterra, St. Louis nel 1849, i primi giorni di Hollywood, oppure portare personaggi storici nel presente, come Leonardo da Vinci e Jesse James. Un altro dispositivo che costruisce è un "separatore molecolare" in grado di smontare le molecole di un oggetto fisico e riorganizzarle (uno scoiattolo viene trasformato in un essere umano). Un altro dispositivo può conservare i ricordi in una pillola che può essere somministrata in un secondo momento. Altri dispositivi sono in grado di creare duplicati temporanei o di far levitare gli altri senza la necessità della presenza di Martin.
Tim e zio Martin vivono nel garage di un appartamento di proprietà della padrona di casa, la signora Lorelei Brown, che spesso si presenta nel garage quando non deve. Lei e Martin intrecciano una storia d'amore che Martin non fa arrivare oltre perché deve poi tornare su Marte. Lei in seguito intreccia una relazione con un ufficiale di polizia, il detective Bill Brennan, che non vede di buon occhio zio Martin ed è molto sospettoso.

## Personaggi e interpreti

### Personaggi principali
- zio Martin (107 episodi, 1963-1966), interpretato da Ray Walston.
- Tim O'Hara (107 episodi, 1963-1966), interpretato da Bill Bixby.
- Mrs. Lorelei Brown (63 episodi, 1963-1966), interpretato da Pamela Britton.
- detective Bill Brennan (29 episodi, 1964-1966), interpretato da Alan Hewitt.

### Personaggi secondari
- Mr. Harry Burns (8 episodi, 1963-1964), interpretato da J. Pat O'Malley.
- capo della polizia (5 episodi, 1965-1966), interpretato da Roy Engel.
- detective Smithers (4 episodi, 1964-1965), interpretato da Harry Lauter.
- ufficiale Walker (4 episodi, 1963-1966), interpretato da Lee Krieger.
- Red (4 episodi, 1964-1966), interpretato da Hal Baylor.
- Albert Leyton (3 episodi, 1963-1965), interpretato da Cliff Norton.
- Angela Brown (3 episodi, 1963), interpretato da Ann Marshall.
- George (3 episodi, 1964-1965), interpretato da Bernie Kopell.
- Charlie (3 episodi, 1963-1964), interpretato da Dick Wilson.
- Daniel Farrow (3 episodi, 1963-1965), interpretato da Olan Soule.
- Mrs. Peabody (3 episodi, 1964-1965), interpretato da Lillian Culver.
- Brian Henley (3 episodi, 1963-1965), interpretato da Howard Morton.

## Produzione
La serie fu prodotta da Jack Chertok Television Productions e girata a Culver City e Los Angeles in California.
Nella sua prima stagione, My Favorite Martian fece molto bene nella classifica degli ascolti Nielsen, classificandosi al decimo posto. Tuttavia, entro la fine della seconda stagione, la serie finì al ventiquattresimo posto ma fu comunque prorogata per una terza stagione.
Le prime due stagioni furono filmate in bianco e nero (negli studios della Desilu), ma la stagione finale fu girata a colori con piccole modifiche nel set e nel format della serie. Oltre ai poteri extraterrestri, Martin nell'ultima stagione sembra essere in grado di fare molto di più, come stimolare la crescita istantanea di peli sul viso per offrire a lui e Tim con un travestimento veloce o levitare con il naso. Il capo della polizia, superiore del detective Brennan, viene coinvolto in molti episodi della terza stagione, generalmente per umiliare il detective troppo zelante.

### Registi
Tra i registi della serie sono accreditati:
- Oscar Rudolph (35 episodi, 1963-1965)
- Leslie Goodwins (19 episodi, 1963-1965)
- John Erman (12 episodi, 1965-1966)
- David Alexander (10 episodi, 1965-1966)
- Jean Yarbrough (6 episodi, 1965-1966)
- James V. Kern (6 episodi, 1965)
- Alan Rafkin (4 episodi, 1963-1964)
- Sidney Miller (4 episodi, 1963)
- Byron Paul (4 episodi, 1965)
- James Komack (2 episodi, 1964)
- Mel Ferber (2 episodi, 1965)
- Wes Kenney (2 episodi, 1965)

## Distribuzione
La serie fu trasmessa negli Stati Uniti dal 1963 al 1966 sulla rete televisiva CBS. In Italia fu trasmessa solo la terza stagione nel 1983 con il titolo Il mio amico marziano.
Alcune delle uscite internazionali sono state:
- negli Stati Uniti il 29 settembre 1963 (My Favorite Martian)
- nel Regno Unito il 7 novembre 1963
- in Germania Ovest il 15 maggio 1976 (Mein Onkel vom Mars)
- in Francia il 12 febbraio 1992 (Mon Martien favori)
- in Australia (My Favourite Martian)
- in Argentina, Spagna, Venezuela (Mi marciano favorito)
- in Italia (Il mio amico marziano)

## Seguiti
Nel 1973 fu prodotta la serie d'animazione Il mio amico marziano (1973-1975) con Jonathan Harris che prestò la voce al personaggio di zio Martin nella versione originale.
La Disney produsse poi un film derivante dalla serie nel 1999, Martin il marziano, con Christopher Lloyd nel ruolo di zio Martin.

## Episodi
| Stagione         | Episodi | Prima TV originale |
| ---------------- | ------- | ------------------ |
| Prima stagione   | 37      | 1963-1964          |
| Seconda stagione | 38      | 1964-1965          |
| Terza stagione   | 32      | 1965-1966          |